# إيفان هويل
إيفان هويل (بالإنجليزية: Evan Howell)‏ هو سياسي أمريكي، ولد في 10 ديسمبر 1839، وتوفي في 6 أغسطس 1905 في أتلانتا في الولايات المتحدة.